# Zvonimir Berković
Zvonimir Berković (Beograd, 21. ožujka 1928. – Zagreb, 9. lipnja 2009.) bio je hrvatski dramaturg, scenarist, filmski redatelj i publicist.

## Životopis
Osnovnu školu i niže razrede gimnazije pohađao je u Zaječaru, a 1943. s obitelji je preselio u Zagreb, gdje je maturirao 1946. Učio je violinu na Konzervatoriju Hrvatskoga glazbenog zavodau klasi Stjepana Šuleka. Neko je vrijeme studirao filozofiju, a zatim režiju na Akademiji za kazališnu umjetnost u Zagrebu. Bio je dramaturg Zagrebačkoga dramskog kazališta (1953. – 1954.), zatim »Jadran filma«, a 1957. prelazi u slobodnu profesiju kao filmski radnik. Od 1974. nastavnik je filmskog scenarija i filmske dramaturgije na Akademiji za kazalište, film i televiziju u Zagrebu. Član je Društva filmskih radnika Hrvatske, gdje je više puta bio član Upravnog odbora, a od 1968. do 1970. i predsjednik. Obavljao je dužnost potpredsjednika Saveza filmskih radnika Jugoslavije. Bavio se kao student kazališnim i glazbenim kritikama a nastavio ih je objavljivati u publikacijama: Narodni list (1952. – 1955., 1958.), Studentski list (1952., 1957.), Vjesnik u srijedu (1952., 1954., 1955., 1970.), Krugovi (1953., 1954.), Naprijed (1953., 1954.), Zagrebački tjednik (1953.), Globus (1954.), Politika (1954., 1967.), Vjesnik (1954., 1964., 1965., 1968.), Teatar (1956., 1957.), Kulturni radnik (1957.), Filmski vjesnik (1959.), Večernji vjesnik (1959.), Telegram (1966., 1969.), Književne novine (1967.), Hrvatski tjednik (1971.). Prvi scenarij napisao je – zajedno sa Slavkom Kolarom i Nikolom Tanhoferom – za igrani film Opsada (1956.) u režiji Branka Marjanovića. Za scenarij filma H-8 (zajedno s Tomislavom Butorcem, u režiji Nikole Tanhofera) dobio je »Zlatnu arenu« i nagradu »Jelen« na filmskom festivalu u Puli 1958. Napisao je scenarij za ekranizaciju Gervaisove drame Karolina Riječka (1961., režija V. Pogačić) i za treću priču Poslije predstave (režija A. Vrdoljak) u omnibus-filmu Ključ (1965.). Napisao je i desetak scenarija za dokumentarne, nastavne i crtane filmove. Prvi put je samostalno režirao dokumentarni film Moj stan (1962.), prema vlastitom scenariju, za koji je dobio nagrade na filmskim festivalima u Beogradu i Cannesu, dok je Balada o pijetlu (1964.) nagrađena na festivalu u Beogradu. Režirao je dokumentarni film Dubrovačke ljetne igre (1969.). Prvi igrani film, Rondo (1966.), koji je režirao po vlastitom scenariju, psihološka je drama iz suvremenog života. Za taj film dobio je nagrade za scenarij na filmskim festivalima u Puli (1966.) i u Atlanti (SAD, 1967.). Po vlastitom je scenariju 1971. režirao i film Putovanje na mjesto nesreće.
Ostali dugometražni filmovi koje piše i režira su Ljubavna pisma s predumišljajem (1985.) i Kontesa Dora (1993.). Potonji, film o skladateljici Dori Pejačević, također je prikazan u opsežnijem obliku kao TV serija od šest 55-minutnih epizoda.

## Filmografija

### Dugometražni filmovi
- Rondo (1966.)
- Putovanje na mjesto nesreće (1971.)
- Ljubavna pisma s predumišljajem (1985.)
- Kontesa Dora (1993.), film i TV serija u 6 nastavaka

### Kratkometražni filmovi
- Moj stan (1962.), dokumentarni[1] ili igrani[2]
- Balada o pijetlu (1964.), reklamni
- Drvosječe (1968.), dokumentarni, suredatelj Zlatko Sudović
- Dubrovačke ljetne igre (1969.), dokumentarni
- Sunčani sat – Istarski gradovi (1969.), dokumentarni
- More, grebeni, pisma – Ivo Vojvodić (1987.), dokumentarni
- Moje ljeto s Monikom (1994.), dokumentarni

### Scenariji
- Opsada (1956.), dugometražni igrani, redatelj Branko Marjanović, koscenaristi Slavko Kolar, Nikola Tanhofer, Antun Vrdoljak
- Pozdravi s Jadrana (1001 otok) (1958.), kratkometražni dokumentarni, r. Ante Babaja, ksc. Ante Babaja
- H-8 (1958.), dugometražni igrani, r. Nikola Tanhofer, ksc. Tomislav Butorac
- Zbog jednog tanjura (1959.), kratkometražni animirani, r. Nikola Kostelac
- Karolina Riječka (1961.), dugometražni igrani, r. Vladimir Pogačić, prema drami Drage Gervaisa
- Mala kronika (1962.), kratkometražni animirani, r. Vatroslav Mimica, ksc. Vatroslav Mimica
- Poslije predstave (1965.), srednjometražni igrani, r. Antun Vrdoljak, ksc. Antun Vrdoljak (film je treći i završni dio omnibusa Ključ)

Izostavljeni su različiti kratki reklamni i obrazovni filmovi. Cjelovita je filmografija navedena u zborniku Berković, ur. D. Nenadić i N. Polimac, 2016.

## Nagrade i priznanja
- 1958. – Pula: Zlatna arena za scenarij filma H-8[4]
- 1963. – posebna nagrada žirija na Filmskom festivalu u Cannesu za kratkometražni film Moj stan[4]
- 1966. – Pula: Zlatna arena za scenarij filma Rondo
- 1966. – Pula: Velika srebrna arena za najbolji film (za film Rondo)
- 1985. – Godišnja Nagrada Vladimir Nazor za filmsku umjetnost
- 1992 – Nagrada Vladimir Nazor za životno djelo u području filmske umjetnosti
- 1993. – Pula: Zlatna arena za scenarij filma Kontesa Dora
- nagrada za scenarij na filmskom festivalu u Atlanti[5]
- 2009. – nagrada Zlatni Oktavijan Hrvatskoga društva filmskih kritičara za životno djelo[6]

## Vanjske poveznice
- Berković, Zvonimir Hrvatska enciklopedija. LZMK
- LZMK / Proleksis enciklopedija: Berković, Zvonimir
- LZMK / Filmski leksikon: Berković, Zvonimir
- www.filmski-programi.hr – Zvonimir Berković (životopis i filmografija)
- Globus/Jutarnji.hr – Nenad Polimac: »Nikad ispričana priča Zvonimira Berkovića«
- Monitor.hr – Jurica Pavičić: »Zvonimir Berković više nije među živima«  Arhivirana inačica izvorne stranice od 4. ožujka 2016. (Wayback Machine)
- www.index.hr / Umro Zvonimir Berković – filmski mag, “skoro ekstremni nacionalist” i nerealizirani teolog
- IMDb: Zvonimir Berković (filmografija) (engl.)